# مونوگلیسرید

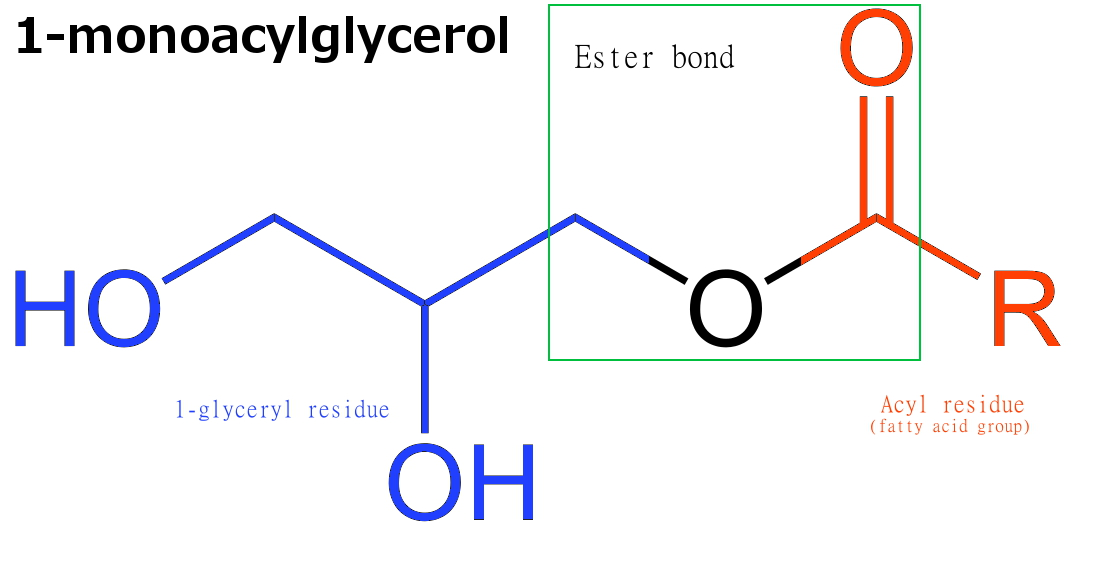
ساختار مولکولی ۱-مونوآسیل‌گلیسرول

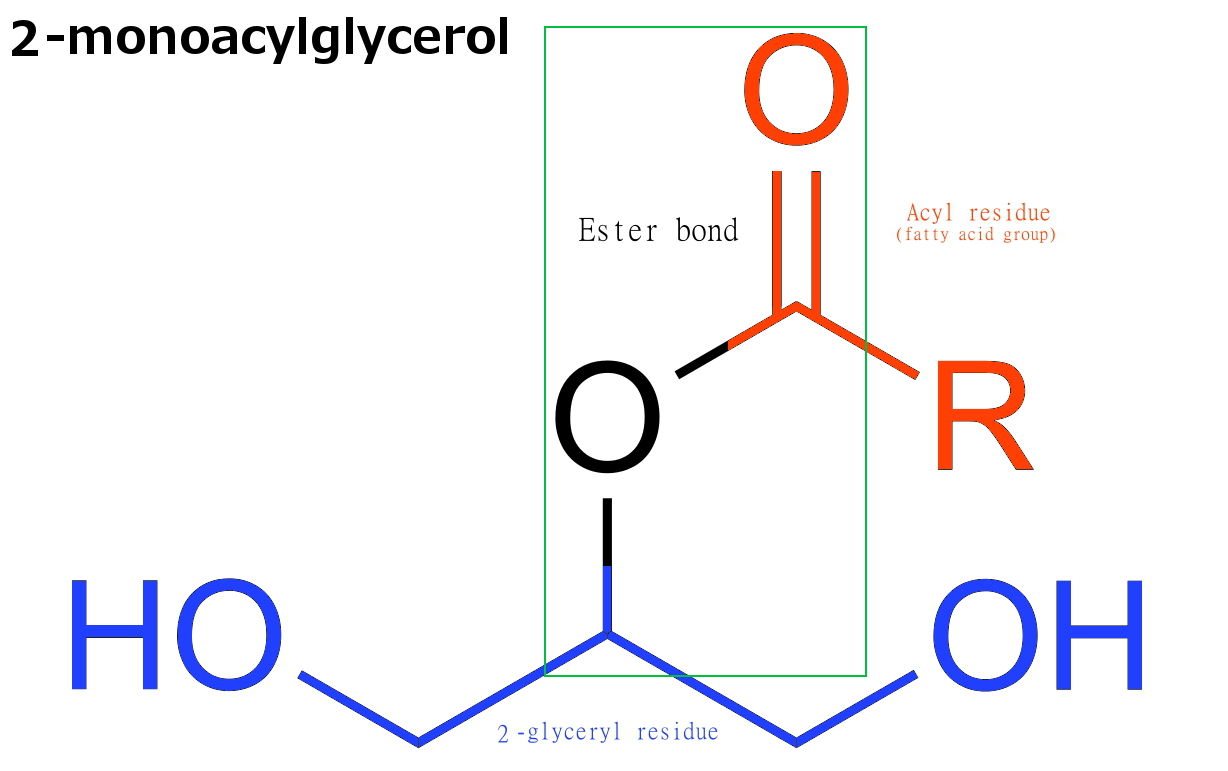
ساختار مولکولی ۲-مونوآسیل‌گلیسرول

مونوگلیسریدها (همچنین: آسیل‌گلیسرول‌ها یا مونوآسیل‌گلیسرول‌ها) دسته ای از گلیسریدها هستند که از یک مولکول گلیسرول تشکیل شده‌اند که از طریق یک پیوند استری به یک اسید چرب متصل است. از آنجایی که گلیسرول حاوی هر دو گروه الکل اولیه و ثانویه است، ممکن است دو نوع مختلف مونوگلیسرید تشکیل شود. ۱-مونوآسیل‌گلیسرول که اسید چرب به الکل اولیه متصل است یا ۲-مونوآسیل‌گلیسرول که اسید چرب به الکل ثانویه متصل است.

## سنتز
مونوگلیسریدها به دو صورت زیستی و صنعتی تولید می‌شوند. این ترکیبات به‌طور طبیعی در مقادیر بسیار کم (۰٫۱-۰٫۲٪) در برخی از دانه‌های روغنی مانند روغن زیتون، روغن کلزا و روغن پنبه وجود دارند. مونوگلیسریدها با هیدرولیز آنزیمی تری‌گلیسریدها توسط لیپوپروتئین لیپاز و هیدرولیز آنزیمی دی‌گلیسریدها توسط دی‌آسیل‌گلیسرول لیپاز بیوسنتز می‌شوند. همچنین به عنوان یک واسطه در فرایند آلکانویله شدن گلیسرول برای تشکیل چربی، تولید می‌شوند. چندین مونوگلیسرید از نظر فارماکولوژی فعال هستند. (به عنوان مثال ۲-اولئویل‌گلیسرول و ۲-آراکیدونیل‌گلیسرول).
تولید صنعتی در درجه اول با واکنش گلیسرولیز بین تری‌گلیسیرید و گلیسرول انجام می‌شود. مواد خام تجاری برای تولید مونوآسیل‌گلیسرول‌ها ممکن است روغن‌های گیاهی یا چربی‌های حیوانی باشند.

## کاربرد
مونوگلیسریدها عمدتاً به عنوان سورفکتانت به شکل امولسیفایر استفاده می‌شوند. همراه با دی‌گلیسیریدها، مونوگلیسریدها معمولاً به عنوان «E471»(مونو و دی گلیسریدِ اسیدهای چرب) به محصولات غذایی تجاری در مقادیر کم اضافه می‌شوند و به جلوگیری از جدا شدن مخلوط روغن و آب کمک می‌کنند. مقادیری که در برچسب‌های تغذیه ای برای چربی کل، چربی اشباع شده و چربی ترانس داده شده‌است، شامل مقادیر موجود در مونو و دی‌گلیسیرید نمی‌شود زیرا چربی‌ها به عنوان تری‌گلیسیرید تعریف می‌شوند. مونو و دی‌گلیسیریدها اغلب در محصولات نانوایی، نوشیدنی‌ها، بستنی‌ها، آدامس‌ها، شیرین‌کننده‌ها، رویه‌های زده شده، مارگارین، کره بادام‌زمینی، و شیرینی‌ها یافت می‌شوند. در محصولات نانوایی، مونوگلیسریدها برای بهبود حجم و بافت نان و به عنوان عوامل ضدبیاتی مفید هستند. مونوگلیسریدها برای افزایش پایداری فیزیکی نسبت به خامه‌ای شدن در نوشیدنی‌های بر پایه شیر استفاده می‌شوند.

## مثال‌ها

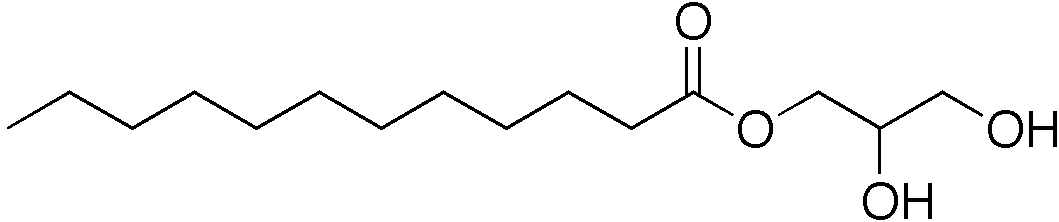
گلیسریل لورات، معمولا در لوازم آرایشی و همچنین به عنوان یک افزودنی غذایی استفاده می‌شود.
گلیسرول مونواستئارات که در غذاها به عنوان غلیظ کننده، امولسیون کننده و نگهدارنده استفاده می‌شود.
گلیسریل هیدروکسی‌استئارات، در انواع محصولات آرایشی و مراقبت از پوست وجود دارد.

## همچنین ببینید
- دی‌گلیسیرید
- لیپید
- تری‌گلیسیرید